# 長後街道
長後街道（ちょうごかいどう）は、神奈川県道22号横浜伊勢原線のバスセンター前（神奈川県横浜市戸塚区戸塚町） - 高鎌橋（藤沢市高倉）と、都市計画道路3・5・27号高倉下長後線（旧 神奈川県道22号横浜伊勢原線）の高鎌橋 - 長後小学校入口（藤沢市長後）までの道路区間の名称。旧大山道の一つ。

## 概要

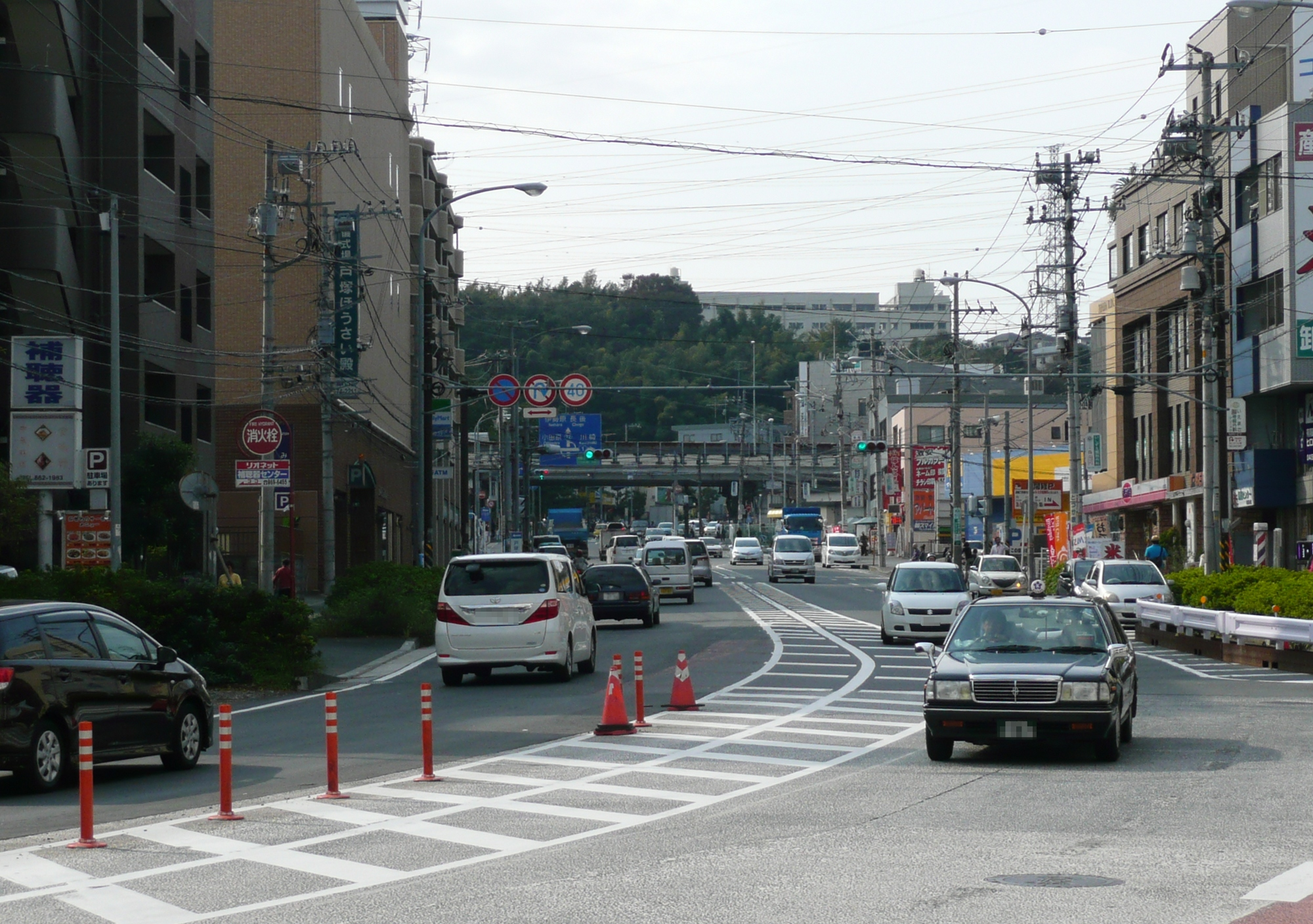
旧 矢沢隧道付近から横浜新道戸塚支線方面（2011年10月）

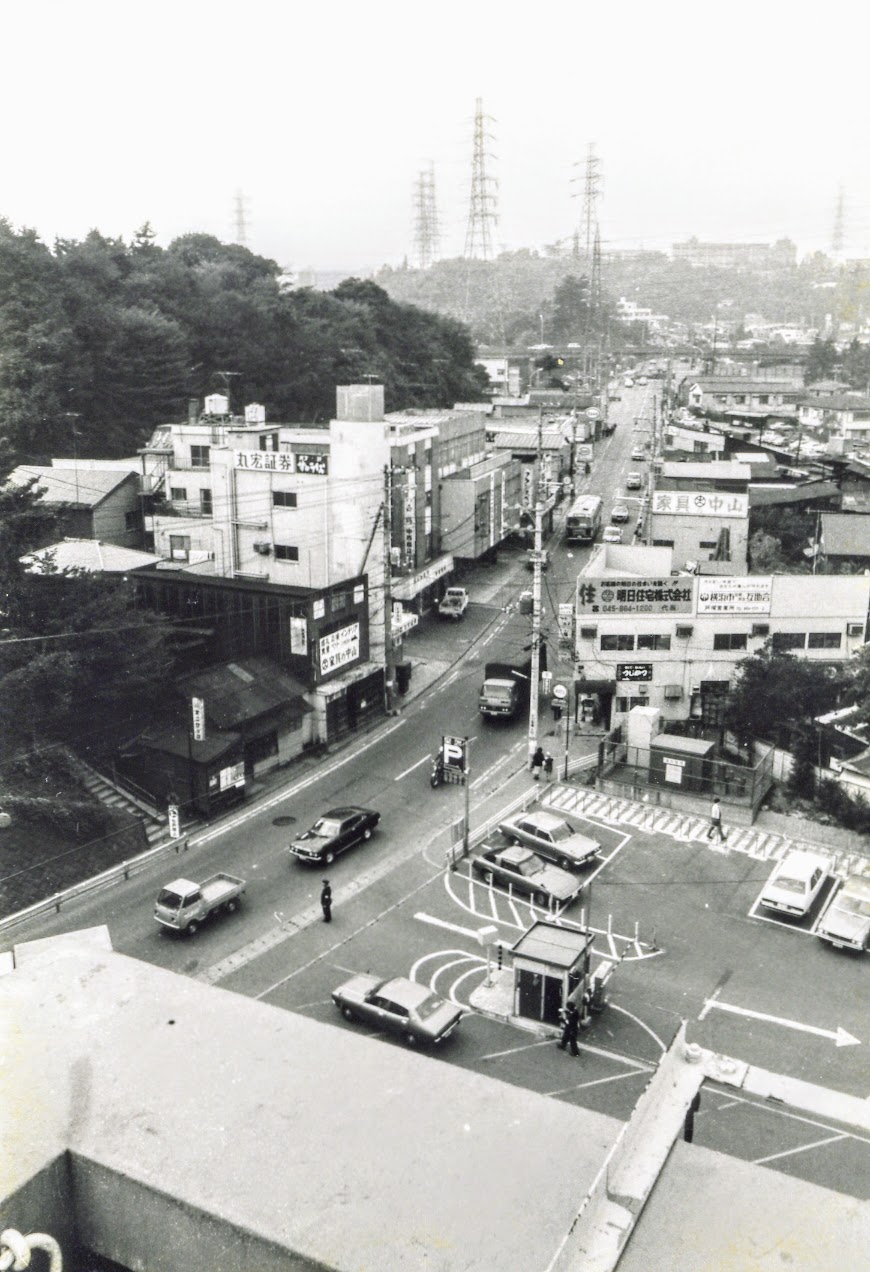
拡幅前の旧 矢沢隧道付近から横浜新道戸塚支線方面

長後街道として整備される前の旧道は、戸塚みち（大山道とも）や八王子街道と呼ばれていた。開通当初は新道・厚木街道と呼ばれていたが、昭和50年代頃から現在の名前で呼ばれるようになった。明治から大正時代にかけて藤沢市北部・横浜市泉区・瀬谷区周辺では養蚕が盛んで、長後街道周辺には製糸工場も数多くあったため、国道467号経由で八王子方面から繭の集荷や、東海道の宿場であった戸塚・保土ヶ谷経由で横浜港へ絹糸を運ぶための道として重要な役割を果たしていた。
バスセンター前交差点 - 高鎌橋交差点は、神奈川県道22号横浜伊勢原線（主要地方道横浜伊勢原線、都市計画道路3・3・19号横浜伊勢原線）の一部となっている。横浜市泉区の主要幹線道路として位置づけられており、大規模災害時には災害対策基本法に基づき交通規制の対象となる。
かつては片側1車線で、朝は戸塚方面に向かう車、夕方は長後方面に向かう車で大変な混雑をしていたが、横浜市営地下鉄ブルーラインの建設工事と同時に行われた道路拡幅工事や、地下鉄と競合するバス路線の減便・改廃によって次第に緩和されていった。しかし、日産前バス停付近からアザリエ団地入口バス停付近までは、通勤時間帯は矢沢交差点で左折して横浜新道へ入る車が大半を占めるため、戸塚駅方面へ向かう右車線を使う車は少なく、根本的な改善には至ってはいない。

### 戸塚みち
戸塚みちの大部分は長後街道になっているが、一部区間は生活道路として現存している。
- バスセンター前交差点の北側にある清源院入口交差点を起点とし、清源院とサクラス戸塚の間を通り、矢沢交差点に至る約440メートルの区間。
- 中田町東原交差点から左斜め前方の道に入り、神奈川トヨタ自動車中田店の裏を通って長後街道を横断し、ルームズ大正堂戸塚店の裏を通り、横浜市営地下鉄ブルーライン中田駅の先で長後街道に至るの約900メートルの区間。
- 泉区総合庁舎東側交差点の手前の中和田村役場跡公園で左折した地点から、和泉川に至る約280メートルの区間。
- 和泉坂上交差点の先で左前方の道に入り、上飯田けやき公園の横を通り、境川沿いの旧かまくらみちに至るまでの約400メートルの区間。なお上飯田けやき公園（旧通称 南公園）の植え込みの中に「大山道」と書かれた道路標識が立てられていたが、公園が再整備された際に撤去された。

### 路線データ
- 起点: バスセンター前（神奈川県道22号横浜伊勢原線）
- 終点: 長後小学校入口（国道467号）

#### 通過する自治体
- 神奈川県横浜市（戸塚区、泉区） - 藤沢市

## 歴史

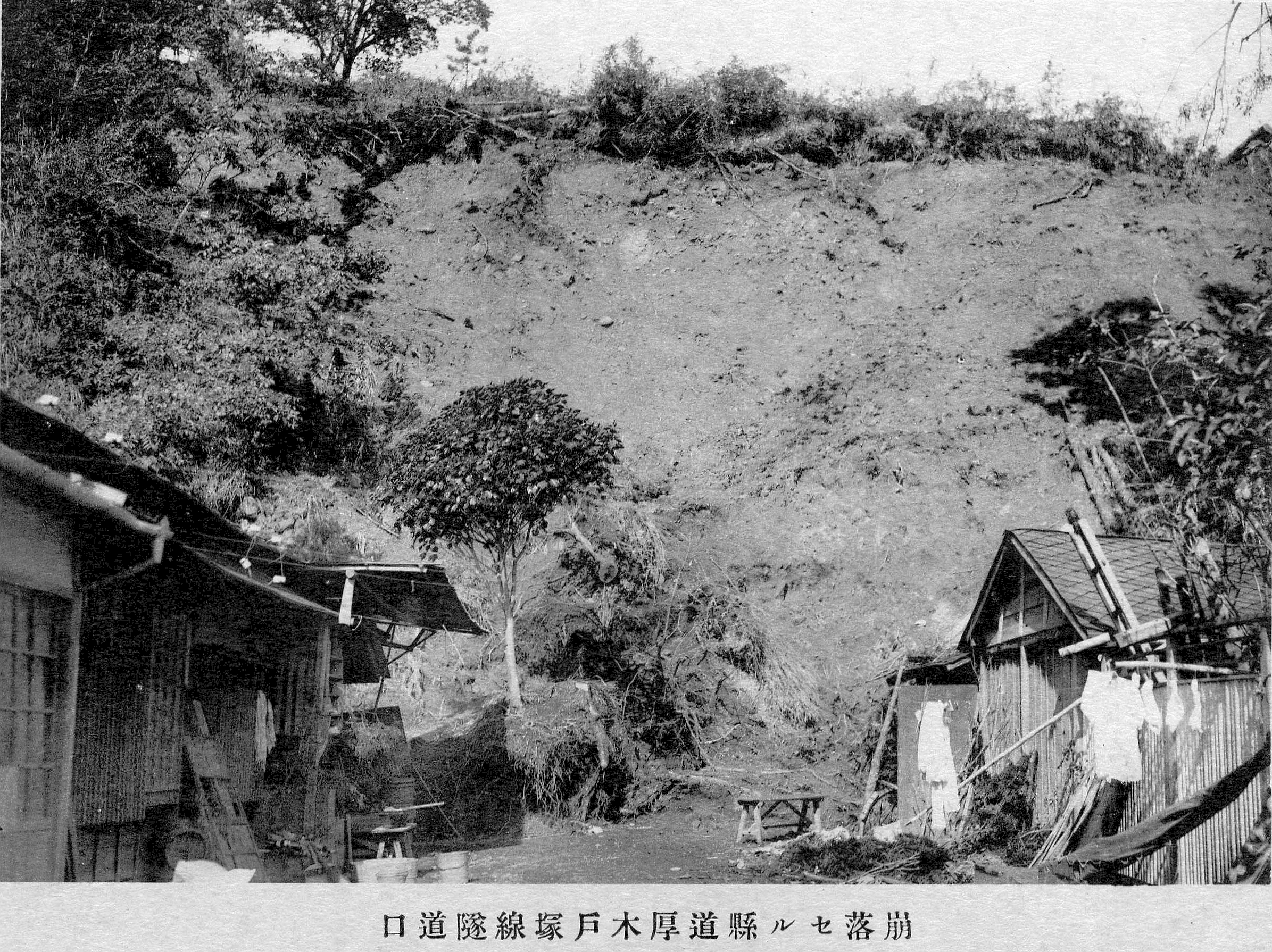
関東大震災で崩壊した矢沢隧道

- 1887年（明治20年）6月 - 戸塚町矢沢から飯田（鎌倉郡上飯田村）に至る新道の建設を開始[4]。
- 1901年（明治34年）7月9日 - 仮定県道に指定される[4]。
- 1902年（明治35年）5月 - 戸塚町から高座郡渋谷村の長後に至る新道の建設を開始[4]。
- 時期不詳 -  厚木往還道（川上村-御所見村）の一部となる。
- 1913年（大正2年）11月23日 - 厚木往還道を厚木県道に改称[4]。
- 1914年（大正3年）
  - 新道が完成。
  - 5月 - 成宮鶴吉により乗合馬車が運行開始。1920年（大正9年）5月には相沢自動車店[5]に権利を譲渡し、バスの運行が開始された[6][7]。
- 1920年（大正9年）4月1日 - 厚木戸塚停車場線として神奈川県道に指定される[4]。
- 1923年（大正12年）
  - 4月1日 - 戸塚伊勢原線として神奈川県道に指定される[4]。
  - 9月1日 - 関東大震災により、矢沢隧道（別名、戸塚トンネル　サクラス戸塚付近[8]）が崩落。1925年（大正14年）12月に切り通しに改良[4]。
- 1945年（昭和20年）8月30日、厚木海軍飛行場に到着したダグラス・マッカーサーが初日の宿泊地の横浜ホテルニューグランドへ向かう途中に通過し、沿道の八百屋の前で休憩。休憩の際に沿道の商店にあった井戸（通称、マッカーサー井戸　現、スペースアップ泉店 駐車場）でマッカーサーらが水を飲んだという逸話がある[9]。以降、日米行政協定道路（現在の国道16号）が完成するまで、厚木基地から横浜へ移動するために進駐軍もよく使用していた。

## 地理
起点で国道1号との交点である横浜市戸塚区のバスセンター前交差点（標高16.5メートル）から、大部分が全線4車線道路となる。バスセンター前交差点の標高は長後街道では最も低く、そこから1.3キロメートル先の標高最高地点である踊場交番前交差点（標高60.5メートル）まで登り坂が続く。踊場交番前交差点から先は泉区となり、500メートル先の中田町庚申前東側交差点（標高45.1メートル）付近までは下り坂が続く。以降は緩い上り下りを繰り返しながらも徐々に下ってゆく。和泉川を渡った直後・相鉄いずみ野線の高架直前のいずみ中央駅入口交差点（標高31.1メートル）から和泉坂上交差点（標高38.4メートル）まで上り坂となるが、再び飯田バス停付近（標高38.2m）から170m先の上飯田団地入口交差点（標高31メートル）まで下り坂となる。上飯田団地入口交差点以降はほぼ平坦となり、市境の境川 高鎌橋を渡り、高鎌橋交差点（標高28.5m）で右折して神奈川県道42号藤沢座間厚木線へ進み（直進方向は新道の高倉バイパス）、国道467号との交点で終点の長後小学校入口交差点（標高38.8m）に至る。
なおバスセンター前交差点から中田町根下交差点までの区間には、道路の直下に横浜市営地下鉄ブルーラインの線路が通っており、立場交差点には立場駅が設置されている。

## 交差する道路
- 国道1号（バスセンター前交差点、神奈川県横浜市戸塚区戸塚町）- 起点
- 国道1号横浜新道戸塚支線（矢沢交差点、戸塚区戸塚町）
- 横浜市都市計画道路中田さちが丘線（中田町東原交差点、泉区中田東）
- 神奈川県道402号阿久和鎌倉線（立場交差点、泉区和泉町） - 通称、かまくらみち
- 環状4号線（和泉坂上交差点、泉区和泉町） - 通称、産業道路
- 神奈川県道451号藤沢大和自転車道線（境川 高鎌橋、藤沢市高倉） - 自転車歩行者専用道路　通称、境川サイクリングロード
- 神奈川県道22号横浜伊勢原線（高鎌橋交差点　藤沢市高倉） - 高倉バイパス
- 国道467号（長後小学校入口交差点　藤沢市長後） - 終点　通称、藤沢街道・町田線